# Ågården
Ågården är en herrgård i Råda socken i Lidköpings kommun, Västergötland.
Ågårdens säteri ligger vid Lidan 4 kilometer söder om Lidköping. Den tillhörde på 1400-talet ätten Sparre, senare bland annat släkterna Månesköld och Kagg. På 1700-talet tillhörde Ågården överste Lorenz Christoffer Stobée och gjordes 1786 till fideikommiss inom släkten Stiernsparre. 1918 köpte Lidköpings stad en del av gården för att utvidga staden, och försäljningssummorna avsattes till fideikommisskapital. Den siste fideikommissarien godsägaren Gabriel Påhlman-Stiernsparre avled 1979 varefter fideikommisset avvecklades.
Den nuvarande huvudbyggnaden är en välbevarad karolinsk rödfärgad timmerbyggnad i två våningar. Denna uppfördes sedan ett äldre stenhus från 1492 bränts ned av danskarna under Kalmarkriget vid 1600-talets början. Gården omges av en park i fransk barock som i terrasser sträcker sig ned mot ån Lidan.